# Opekanec

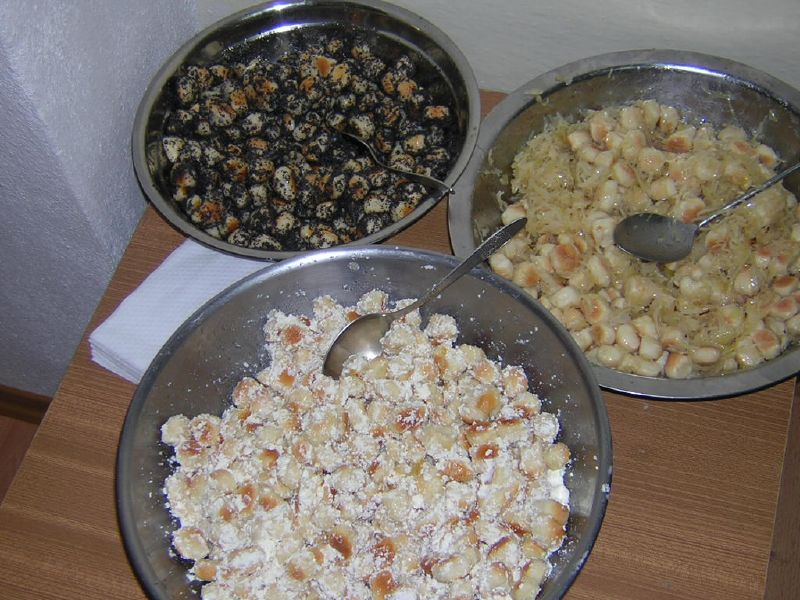
Heiligabend-bobáľky aus der Ostslowakei

Opekance (mundartlich bobáľky, pupáky, pupáčiky oder pupáčky), in Slowakisch, sind kleine Hefeteigbällchen, die in einer Auflaufform gebacken werden, so dass sie leicht zusammengedrückt werden. Im Singular heißt es opekanec (mundartlich bobáľka, pupák, pupáčik oder pupáčka).

## Weihnachts-Opekance
Das Rezept stammt vermutlich aus dem Nordzips. In der Slowakei werden die Opekance während des Weihnachtsvortags gewöhnlich als Fasten-Nahrung serviert oder als ein besonderes Gericht des Heiligabendessens. Es handelt sich um ein mehliges Lebensmittel in Form von gebackenen und verbrühten Stücken. Brotteig wird seit jeher in Form längerer Brötchen oder kleinerer Stangen gebacken. Der vorbereitete Brotteig wurde zunächst in walnussgroße Stücke geschnitten und anschließend im Ofen gebacken. Traditionell werden sie mit heißer Milch übergossen und mit gemahlenen Nüssen, Mohn, Hüttenkäse oder Zucker bestreut. Anstelle von Sauerteig können auch Schnittkipferln verwendet werden.
Opekance werden traditionell in einem einzigen Schüssel gegessen, um die Familie zusammenzuhalten, und der Verzehr während des Weihnachtsessens sollte Vorfahren die Slowaken eine reiche Getreideernte im folgenden Jahr sichern.